# ۲۷ آوریل
۲۷ آوریل در تقویم گرگوری، صد و هفدهمین (در سال‌های کبیسه صد و هجدهمین) روز سال است. ۲۴۸ روز تا پایان سال باقی است.

## رویدادها
- ۶۲۹ - شهربراز ساسانی به قدرت رسید.
- ۱۹۰۹ - پس از خلع سلطان عبدالحمید دوم، امپراتور عثمانی، برادرش محمد پنجم جانشین او شد.
- ۱۹۴۱ - قوای آلمانی در جریان جنگ جهانی دوم وارد آتن، پایتخت یونان شدند.
- ۱۹۴۵ - بنیتو موسیلینی در حالی که قصد داشت در لباس سربازان آلمانی از ایتالیا بگریزد، توسط پارتیزان‌های ایتالیایی دستگیر شد.
- ۱۹۵۹ - سنگ بنای دانشگاه پهلوی شیراز نهاده شد.
- ۱۹۶۰ - توگو از حاکمیت فرانسه و قیمومت سازمان ملل استقلال خود را کسب کرد.
- ۱۹۶۱ - سیرالئون استقلال خود را از بریتانیا کسب کرد.
- ۱۹۹۲ - جمهوری فدرال یوگسلاوی متشکل از صربستان و مونتنگرو اعلام موجودیت کرد.
- ۱۹۹۳ - روسیه و دوازده عضو دیگر اتحاد جماهیر شوروی به عضویت صندوق بین‌المللی پول و بانک جهانی درآمدند.
- ۱۹۹۴ - در اثر سانحه هوایی در گابون همه اعضای تیم ملی فوتبال زامبیا که برای انجام مسابقات مرحله مقدماتی جام جهانی ۱۹۹۴ در راه سنگال بودند، جان خود را از دست دادند.
- ۱۹۹۶ - جنگ ۱۹۹۶ لبنان به پایان رسید.
- ۲۰۰۷ - مقامات استونی مجسمه «سرباز برنزی شوروی» در تالین را که یادبودی از ارتش سرخ در جنگ جهانی دوم بود، از مکان اصلی خود به داخل یک قبرستان نظامی انتقال داد.

## زادروزها
- ۱۵۲۱ - فردیناند ماژلان دریانورد پرتغالی.
- ۱۷۵۹ - مری ولستون‌کرافت نویسنده و فیلسوف فمینیست انگلیسی.
- ۱۸۸۲ - رالف والدو امرسن فیلسوف و نویسنده آمریکایی.
- ۱۸۸۳ - انیسه شرتونی، نویسنده، ادیب و روزنامه‌نگار لبنانی.
- ۱۹۶۳ – دانت رز، دوچرخه‌سوار اهل فرانسه
- ۱۹۶۷ - اریک تامسون بازیگر استرالیایی.

## درگذشت‌ها
۱۹۳۸ - ادموند هوسرل، فیلسوف آلمانی

## مناسبت‌ها
- روز جهانی گرافیک
- روز جهانی دامپزشکی
- روز جهانی ایمنی و بهداشت حرفه‌ای